# ディエゴ・フェルナンデス・デ・コルドバ

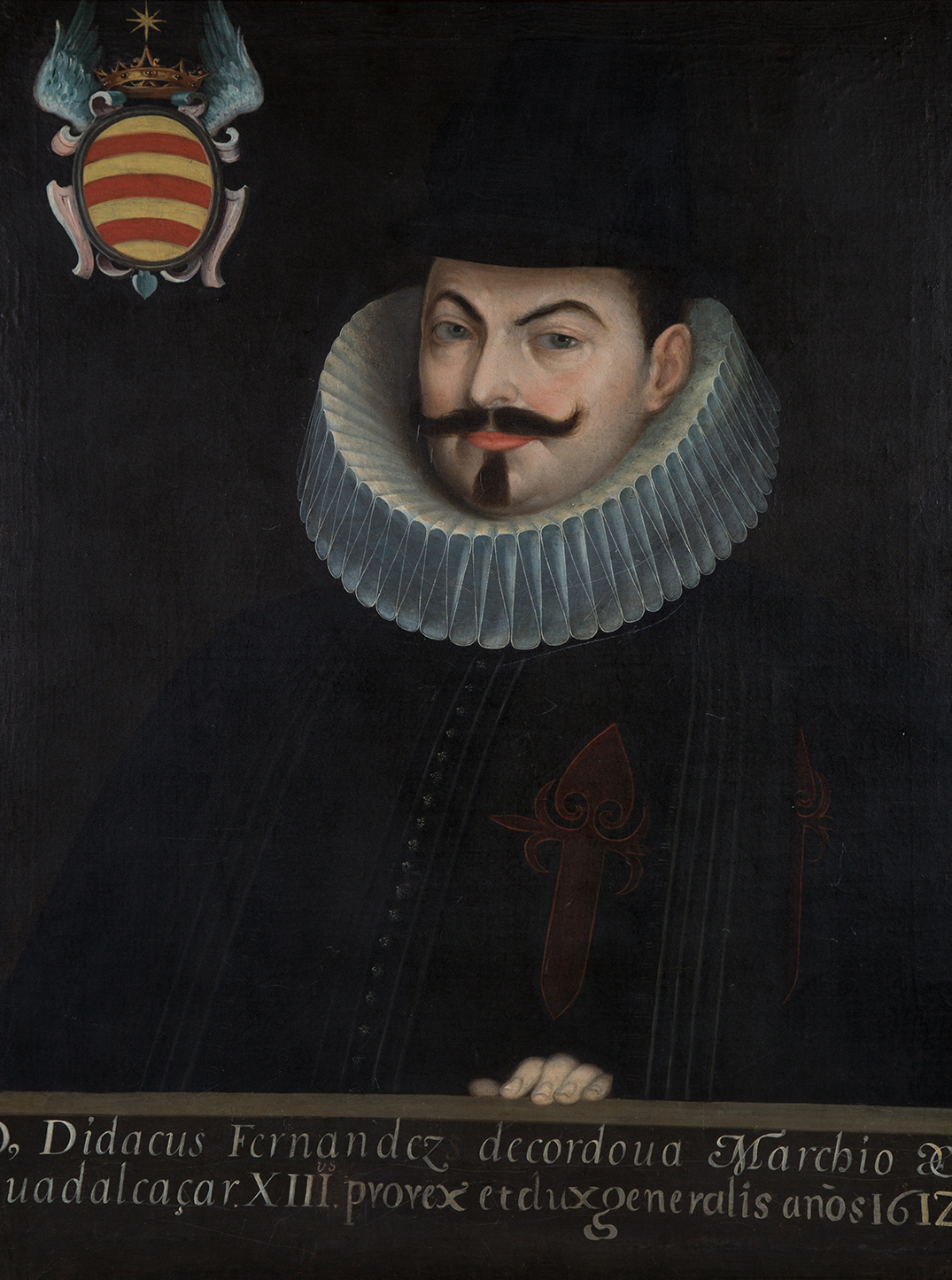
ディエゴ・フェルナンデス・デ・コルドバ

初代グアダルカサル侯爵ディエゴ・フェルナンデス・デ・コルドバ（Diego Fernández de Córdoba, I marqués de Guadalcázar、1578年2月9日 - 1630年10月6日）は、スペインの貴族で、第13代ヌエバ・エスパーニャ副王（1612-1621年）、第13代ペルー副王（1622-1629年）を歴任した。
1821年にメキシコの独立を承認したコルドバ条約が結ばれたことで有名なベラクルス州コルドバの町の名は彼に由来する。

## 生涯
フェルナンデス・デ・コルドバはセビリアに生まれ、フェリペ3世の宮廷に仕えていた。彼は次男だったが、長男の死にともなってコルドバのグアダルカサル (Guadalcázar (Córdoba)) の領地を継承した。

### ヌエバ・エスパーニャ副王
1612年1月、フェリペ3世は彼をヌエバ・エスパーニャ副王に任命した。10月にメキシコシティに到着した。
フェルナンデス・デ・コルドバ前副王の時代から継続してメキシコシティの排水を行った。
北方では1613年にシナロアの先住民の反乱を鎮圧した。1616年にはテペワン族 (Tepehuán) の反乱と戦った。1616年には旱魃によって大規模な飢饉が発生した。
1613年にレルマの町を建設した。
1614年に支倉常長らの慶長遣欧使節を乗せたサン・フアン・バウティスタ号がアカプルコに到着し、一同は副王フェルナンデス・デ・コルドバに面会した。日本人64名が集団で洗礼を受けたのち、ベラクルスからスペインへ向かって出発した。
1618年、ガスパール・ヤンガに率いられてベラクルス州で反乱を起こした黒人奴隷（マルーン）から住民や国家の財産を守る目的でコルドバの町を建設した。同じころ、ベラクルス港で大規模な火災が発生し、大きな損害を被った。
アカプルコにはサン・ディエゴ要塞 (Fort of San Diego) を築いた。
1621年にはチャプルテペクからの水道が完成した。
彼は鉱山から厳格に税収を取りたて、鉱業上重要な水銀の売買を統制する目的で税金および水銀分配法廷(Tribunal de Tributos y Repartimiento de Azogue)を設立した。

### ペルー副王
1620年4月、フェリペ3世はフェルナンデス・デ・コルドバにペルー副王への転任を命じた。彼は1622年7月25日にリマに到着したが、すでにフェリペ4世の時代になっていた。
私掠船から守るために彼はカヤオなどの港に兵舎を建設した。1624年にはオランダのジャック・レルミットがカヤオを襲撃したが、成功しないうちに赤痢によって没した。
当時ポトシ銀山での鉱業は水銀の産出量の低下や先住民の襲撃によって危機にあった。
1629年に退任してスペインに戻り、グアダルカサルの領地で翌年没した。